# Feeding the Flames
Feeding the Flames – drugi album fińskiego zespołu epic/powermetalowego Burning Point, wydany w marcu 2003 roku przez wytwórnię Limb Music Publishing.

## Twórcy
- Pete Ahonen - śpiew, gitara
- Jukka Kyrö - gitara
- Toni Kansanoja - gitara basowa
- Jari Kaiponen - perkusja
- Pasi Hiltula - instrumenty klawiszowe

## Lista utworów
1. "Into the Fire" – 03:09
2. "Blackened the Sun" – 04:25
3. "Veil of Secrecy" – 05:16
4. "Voice From the Past" – 03:28
5. "I Am the Silent One" – 04:44
6. "Stray Bullet" – 04:05
7. "Nightgames" – 02:54
8. "Quicker Than the Eye" – 04:00
9. "Malmikivi" – 01:42 (instrumentalny)
10. "Resurrection Machine" – 03:26
11. "All the Madness" – 04:59
12. "Feeding the Flames" – 08:18

Tekst i muzyka w utworze "Nightgames" autorstwa Eda Hamiltona, pozostałe utwory skomponowane przez Burning Point, teksty napisane przez P. Ahonena i J. Kyrö.